# Salleri
Salleri (népalais : सल्लेरी) est une ville du Népal située dans la zone de Sagarmatha et chef-lieu du district de Solukhumbu. Au recensement de 2011, la ville comptait 6 590 habitants.